# Oxyopsis saussurei
Oxyopsis saussurei es una especie de mantis de la familia Mantidae.

## Distribución geográfica
Se encuentra en Brasil, Surinam y la Guayana Francesa.